# Vol(l)Ume 14
Vol(l)Ume 14 è il quattordicesimo album della thrash metal band tedesca Tankard, prodotto dalla AFM Records e pubblicato in Europa il 17 dicembre 2010.
L'album è stato prodotto in due versioni: la versione standard e la limited edition contenente cd e dvd bonus con la performance della band all'“Headbangers Open Air”, tenutasi tra il 23 e il 25 luglio 2009 a Brande-Hörnerkirchen, Germania.

## Tracce
1. Time Warp – 6:01
2. Rules For Fools – 3:55
3. Fat Snatchers (The Hippo Effect) – 5:12
4. Black Plague (BP) – 4:24
5. Somewhere in Nowhere – 4:09
6. The Agency – 5:04
7. Brain Piercing Öf Death – 4:20
8. Beck’s in the City – 3:29
9. Condemnation – 6:23
10. Weekend Warriors – 7:25

## Formazione
- Andreas Geremia - voce
- Andy Gutjahr - chitarra
- Frank Thorwarth - basso
- Olaf Zissel - batteria